# Nihoa mahina
Nihoa mahina là một loài nhện trong họ Barychelidae. Loài này phân bố ờ Hawaii.